# Sonibius politus
Sonibius politus är en mångfotingart som först beskrevs av McNeill in Bollmann 1887.  Sonibius politus ingår i släktet Sonibius och familjen stenkrypare. Inga underarter finns listade i Catalogue of Life.